# 韋斯·赫姆斯
韋斯利·雷·赫姆斯（Wesley Ray Helms，1976年5月12日—）是前美國職棒大聯盟的三壘手。赫姆斯在1994年被亞特蘭大勇士選走。1998年首次在大聯盟亮相。2002年12月，轉投密爾瓦基釀酒人，2003年表現最為突出，擊出23支全壘打及67個打點。2006年轉投佛羅里達馬林魚。2006年12月，與費城人達成協議，合約為兩年約550萬美元。

## 外部連結
- 球員資訊和成績在MLB，ESPN，Baseball-Reference，Fangraphs，The Baseball Cube（英文）